# Холлигер, Хайнц
Хайнц Холлигер (нем. Heinz Holliger; род. 21 мая 1939, Лангенталь) — швейцарский гобоист, композитор и дирижёр.

## Биография
Учился в Бернской консерватории у Эмиля Кассаньо (гобой), Савы Савова (фортепиано) и Шандора Вереса (композиция), затем в Парижской консерватории у Ивонны Лефебюр (фортепиано), одновременно частным образом занимаясь гобоем под руководством Пьера Пьерло. В 1961—1963 гг. занимался в классе композиции Пьера Булеза в Базельской академии музыки. Как гобоист получил первую премию на Международном конкурсе в Женеве (1959) и конкурсе ARD в Мюнхене (1961).

## Исполнительство
Крупнейший современный гобоист, обладатель ярко индивидуального звука и ошеломительно виртуозной техники, Холлигер исполнял музыку самого широкого диапазона (от Альбинони, Баха и Телемана до новейшего времени), сочинения для него писали Лучано Берио, Элиот Картер, Дьёрдь Лигети, Витольд Лютославский, Ханс Вернер Хенце, Карлхайнц Штокхаузен, Кшиштоф Пендерецкий, Исан Юн, Альфред Шнитке, Эдисон Денисов. Записал с итальянским оркестром I Musici комплект из двадцати пяти концертов для гобоя (19 для солирующего и 6 двойных) Антонио Вивальди. В 1972 (в составе инструментального ансамбля) записал шесть трио-сонат Яна Дисмаса Зеленки.
Гастролировал во многих странах мира, в том числе неоднократно выступал в нью-йоркском Карнеги-холле (с 1963) и в России.

## Композиторское творчество
Холлигер — автор многих музыкально-театральных, оркестровых, камерных сочинений. Среди них вокальные циклы «Die Jahreszeiten» (1978), «Beiseit», (1991) и другая камерная лирика на тексты Мехтильды Магдебургской, Гёльдерлина, Тракля, Роберта Вальзера, оперы «Белоснежка» («Schneewittchen»; премьера — Цюрих, 1998), «Come and Go» (Гамбург,1978), «What Where», (премьера — в аудиозаписи 1997), Концерт для скрипки с оркестром (памяти Луи Сутера, 1995), оркестрового сочинения «(S)irató. Монодия памяти Ш. Вереса» (1993), экспериментальных сочинений «Пневма» (для 36 духовых, 4 радиоприёмников, органа и ударных, 1970), «Кардиофония» (1971, для кардиостимулятора и инструментального ансамбля), «Studie über Mehrklänge» (1971, для гобоя соло) и др.

## Дирижерская деятельность
Среди дирижёрских работ Холлигера — первая запись симфонической поэмы «В часы новолунья» и Первого скрипичного концерта Николая Рославца (Оркестр радио и телевидения Саарбрюкена, солистка — Татьяна Гринденко, 1990; компакт-диск выпущен лейблом Wergo в 1993 г.).

## Признание
- Премия Леони Соннинг (1987).
- Премия Эрнста Сименса (1991).
- Премия Венецианской Биеннале за «Цикл Скарданелли» (1995).
- Премия Грэмми как лучшему продюсеру года (классическая музыка) (2002).
- Премия Цюрихского музыкального фестиваля (2007).
- Премия Рейнгау (2008).
- Введён в Зал славы журнала Gramophone[6].
- Премия Роберта Шумана (2017)